# Rijksmuseum
El Rijksmuseum d'Amsterdam (Museu Estatal d'Amsterdam) està situat a Amsterdam (Països Baixos), a la plaça Museumplein, on hi ha altres museus importants. Està dedicat a l'art, l'artesania i la història. Conté una extensa col·lecció de pintures de l'edat d'or holandesa i una substancial col·lecció d'art asiàtic. Rijksmuseum vol dir 'Museu estatal' i és un nom usat per a altres museus, però el d'Amsterdam és conegut com el Rijksmuseum per excel·lència.
El Rijksmuseum allotja obres de fra Angelico, Geertgen tot Sint Jans, Ferdinand Bol, Cornelis van Haarlem, Nicolaes Maes, Gerrit Dou, Jacob van Ruisdael, Lucas van Leyden, Jan Brueghel el Vell, Frans Hals, Peter Paul Rubens, Johannes Vermeer, Adriaen van Utrecht, Jan Vermeer i el mestre Rembrandt van Rijn. Destaquen les obres d'aquest últim: La ronda de nit i La núvia jueva.

## Història

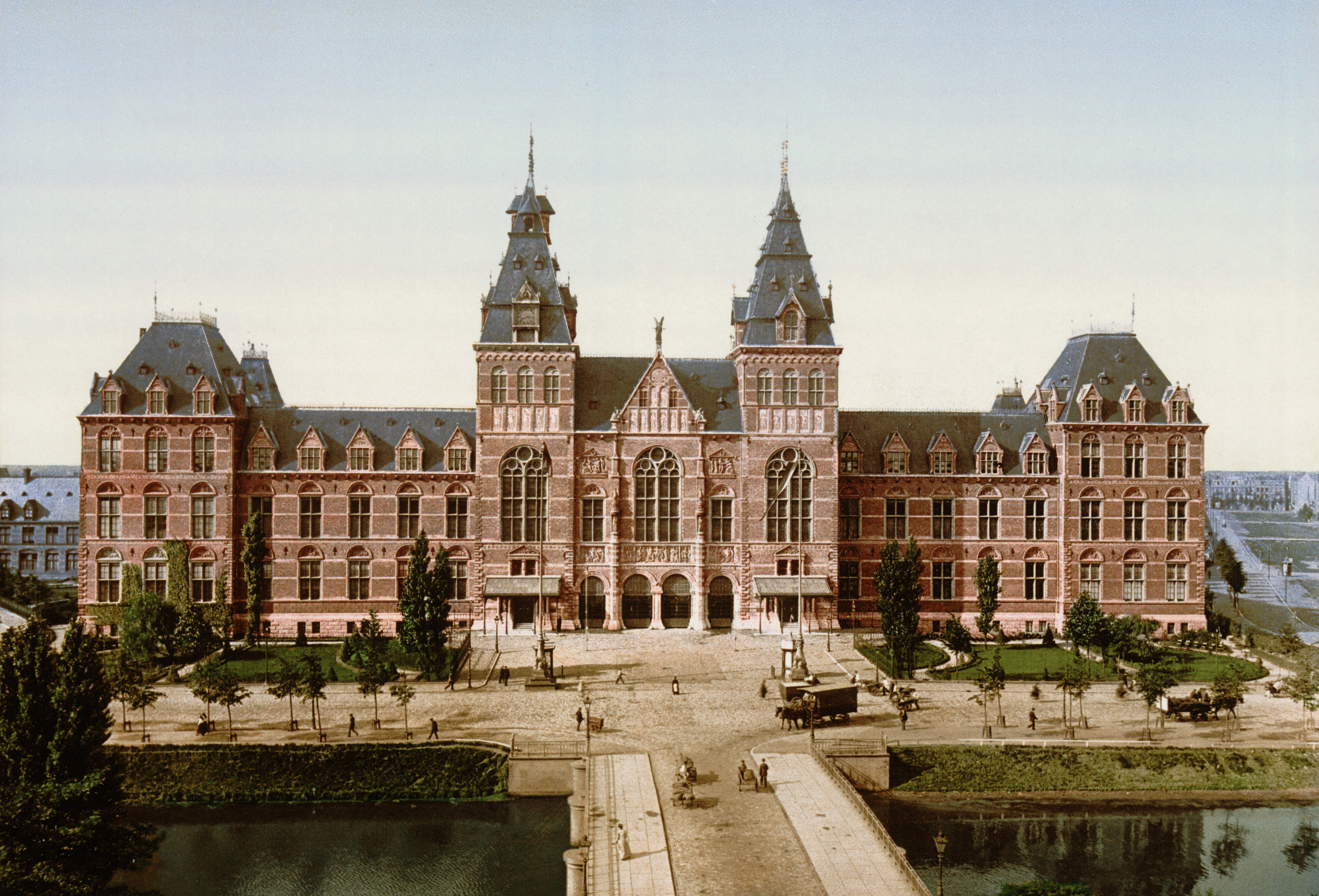
Rijksmuseum en una impressió fotocromàtica cap al 1895

Aquest museu va ser fundat el 1800, promogut pel financer Alexander Gorel. Va obrir el 31 de maig del mateix any, seguint l'exemple del Louvre. El primer lloc d'exposició va ser el palau de Frederik Hendrik i la casa «Huis ten Bosch» prop de La Haia, per exhibir les col·leccions dels estatúders neerlandesos.
Per aquella època se li coneixia com la Galeria Nacional d'Art, Nationale Konst-Gallerij. El 1808, va ser traslladat a Amsterdam per ordre del rei Lluís Napoleó, germà de Napoleó Bonaparte. La col·lecció d'art es va instal·lar en una sala gran i dues sales petites del palau Reial, de la plaça Dam, originàriament l'ajuntament; al principi, constava de la col·lecció del Museu Nacional de La Haia i els quadres pertanyents a la ciutat d'acollida, tals com La ronda de nit, es van convertir en part de la col·lecció. Després que el rei Guillem I va arribar al tron el 1813, el museu i la col·lecció nacional d'estampats de l'Haia es van traslladar a Trippenhuis, un palau de la ciutat del segle XVII situat a Kloveniersburgwal. Va ser batejat com el 'Rijks Museum', o 'museu nacional'. Aviat, però, algunes de les col·leccions es van traslladar a altres llocs. Els objectes de l'Antiguitat clàssica van anar a un nou Museu d'Antiguitats a Leiden i les arts aplicades i l'artesania a unes instal·lacions de La Haia. El 1838 es va crear un museu separat a Paviljoen Welgelegen a Haarlem per albergar art modern del segle XIX. En contrast amb el període napoleònic, el Museu Rijks durant aquest temps va rebre poques obres importants.
En correspondència amb les grans galeries d'art per tot Europa, els Països Baixos cercaven tenir un museu nacional propi. Trippenhuis era inadequat. Es va decidir construir una nova edificació. Després d'anys de debat sobre el disseny, la construcció va començar el 1876. Finalment, el 13 de març de 1885 es va inaugurar oficialment  a la seva actual ubicació, l'edifici del museu construït per l'arquitecte limburguès Pierre Cuypers, que va combinar elements gòtics i renaixentistes, i ricament decorat amb referències a la història de l'art neerlandès. A més de la col·lecció existent, el Rijksmuseum va arribar a albergar gairebé tota la col·lecció de pintures més antigues d'Amsterdam, com la núvia jueva de Rembrandt, llegada a la ciutat pel banquer A. Van der Hoop. També van tornar les obres de Haarlem, i hi havia un espai dedicat per acollir les arts aplicades i l'artesania que s'havia traslladat a La Haia, així com la col·lecció d'impremtes va tenir la seva pròpia sala d'impressió.
Al llarg dels anys, l'edifici del Rijksmuseum va patir força canvis. A l'extrem sud-oest es van afegir més galeries entre 1904 i 1916, constituint l'ala Philips. A les dècades de 1950 i 60, els dos patis originals es van omplir per crear més espai de galeria. Després de 1945, les col·leccions d'Història Nacional i d'Escultura i Arts Aplicades es van traslladar a parts separades de l'edifici. A la dècada de 1950 es va formar un nou departament d'Art asiàtic amb l'arribada de la col·lecció de l'Associació d'Amics de l'Art Asiàtic.

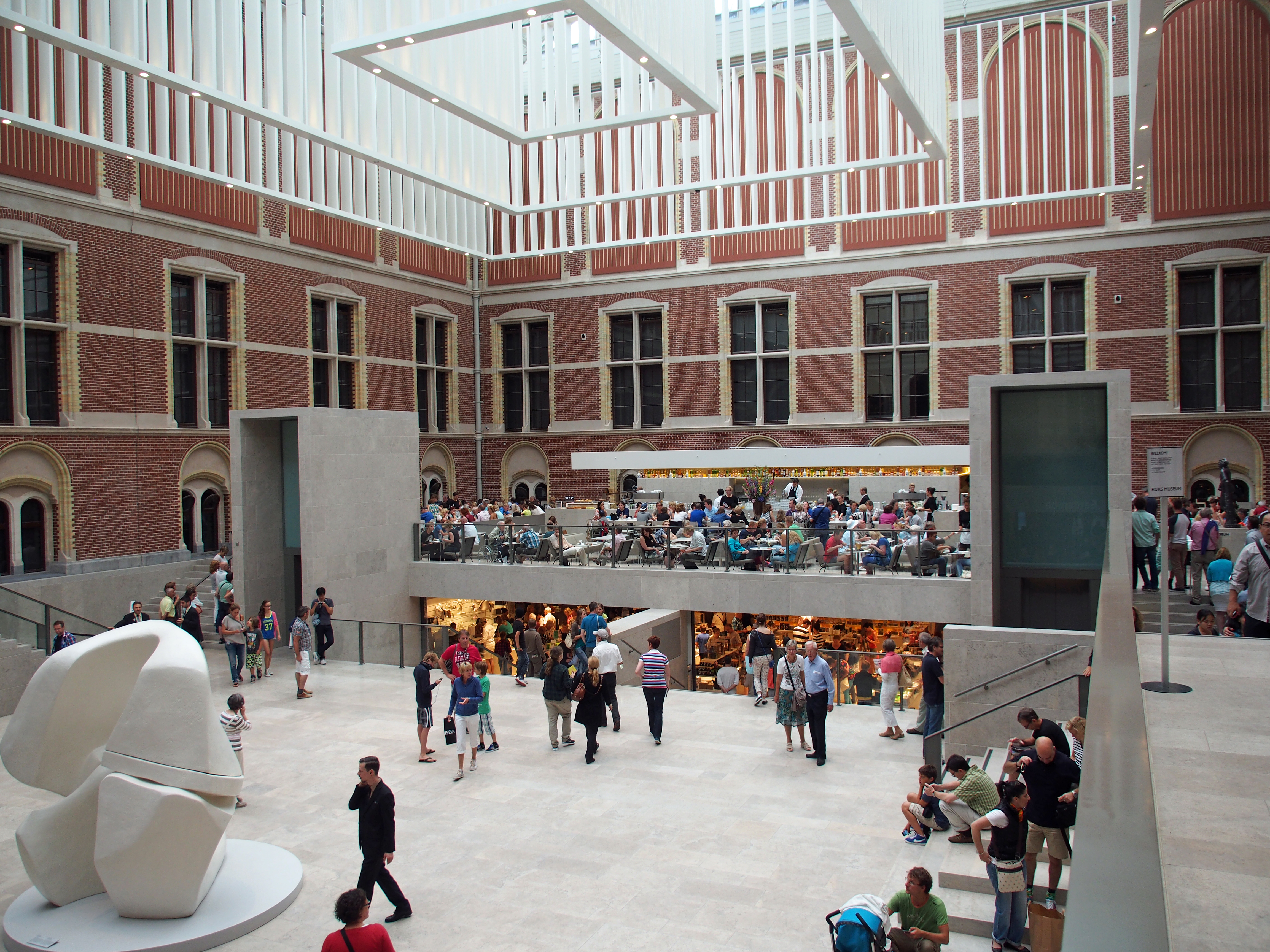
L'Atrium després de la reforma del 2013

El govern dels Països Baixos va aprovar el 2000 un projecte de modernització del museu. L'estudi d'arquitectes espanyol Cruz y Ortiz va ser el triat el 2001 per dur-lo a terme. L'objectiu d'aquesta reforma va ser millorar el condicionament de les sales, expandir i habilitar noves àrees i implementar un disseny més actual. La renovació, que va finalitzar l'abril del 2013, va suposar una nova distribució del museu, així com la construcció del Pavelló Asiàtic i la nova entrada de l'edifici: l'Atrium, una zona de pas oberta als vianants que els convida a travessar el museu i a entrar a les sales que envolten el perímetre. Pel que fa a l'adequació de l'espai a les necessitats actuals del museu i la integració de les instal·lacions més modernes dins del context de l'edifici del segle XIX, dins el projecte de remodelació,  l'arquitecte francès Jean-Michel Wilmotte va ser l'encarregat del disseny expositiu,  amb unes sales obertes, voltades per vidrieres que filtren i aprofiten la llum natural i amb parets llises, en tons predominantment grisos, en què ressalten els quadres i les figures de la col·lecció. Els suports expositius, així com la resta de mobles que ocupen les sales, són funcionals i discrets. El Pavelló Asiàtic, situat als jardins del Rijksmuseum, envoltat d'aigua i connectat directament a l'edifici principal, és un edifici irregular de dues plantes, recobert amb pedra pàl·lida portuguesa i vitralls. Inclou una col·lecció de 350 peces d'art asiàtic. En el museu, restaurat segons el pla arquitectònic original de Cuypers, la pintura, les arts aplicades i la història ja no es mostren en parts separades de l'edifici.Tot s'uneix per explicar una única història cronològica: la història de l'art i la història neerlandesos des de l'edat mitjana fins al segle xx.
El Rijksmuseum d'Amsterdam va ser nomenat el maig de 2015 a Glasgow Museu Europeu de l'Any pel jurat del Fòrum Europeu dels Museus (FEM). El guardó es lliura anualment per distingir l'obertura d'un nou museu o una remodelació integral.

## Col·lecció

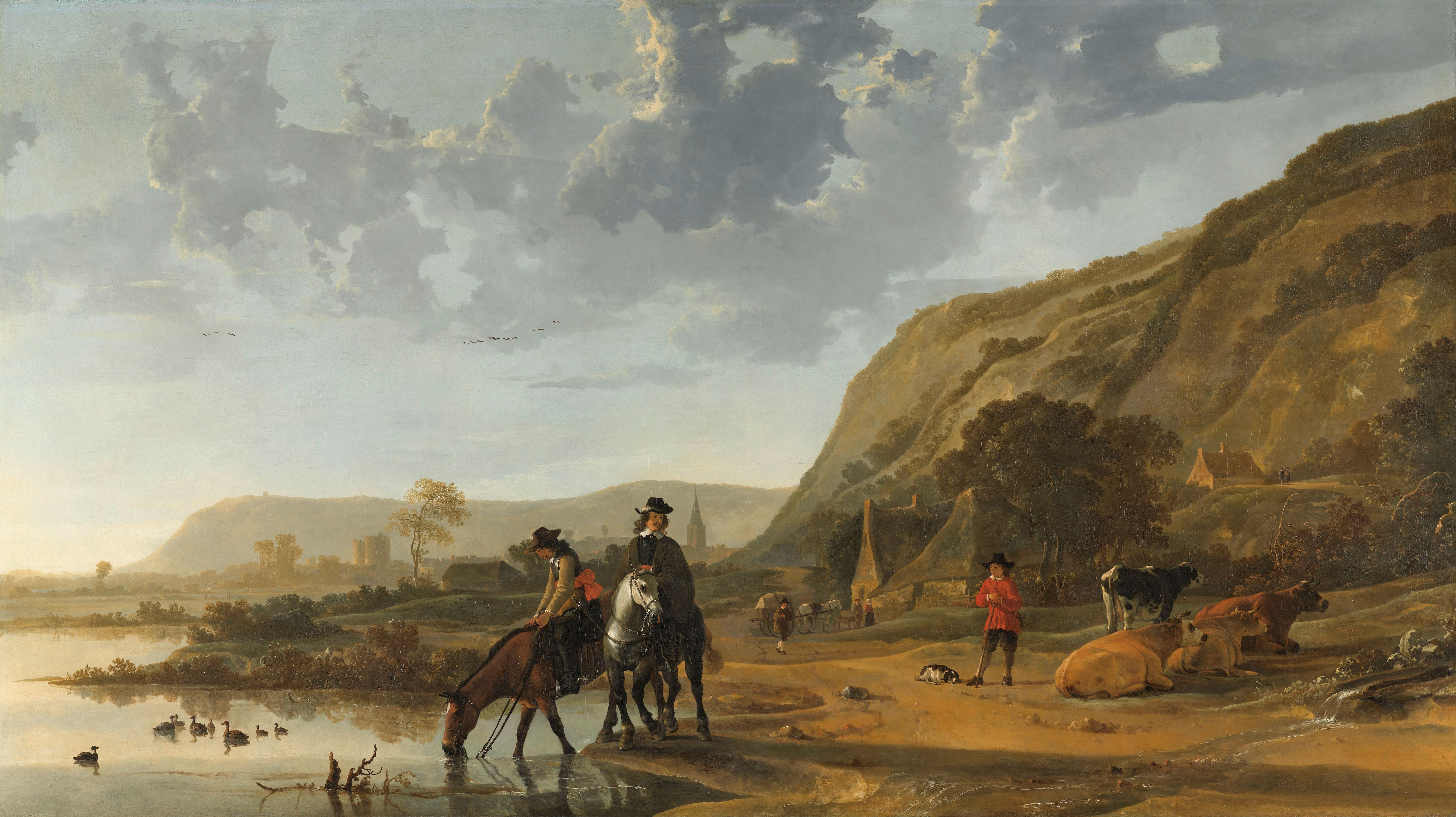
Paisatge fluvial amb genets, Aelbert Cuyp (1653-1657). Rijksmuseum (Amsterdam)

El Rijksmuseum disposa d'una brillant col·lecció de pintura dels Països Baixos, del període comprès entre els segles segle xv i xx, entre les quals la del segle xvii, en particular les obres mestres de Rembrandt, Frans Hals i Johannes Vermeer. També destaquen la col·lecció de pintures neerlandeses primitives, la majoria sobre temes religiosos i daten dels segles XV i XVI. Inclou, així mateix, una col·lecció de pintura estrangera, amb algunes obres de Goya i una mostra de la pintura italiana del Renaixement i barroc. La primera col·lecció d'art dels Països Baixos fou iniciada per l'arxiduc Leopold Guillem a Brussel·les (1646), per encàrrec del rei d'Espanya Felip IV; l'esdeveniment va ser pintat per David Teniers el Jove (1611-1690), l'obra es troba al Museu del Prado de Madrid. El museu també exposa obres de l'Escola de la Haia, grup de pintors actius a La Haia entre 1860 i 1890 que van reaccionar contra els pintors establerts de l'acadèmia d'art que idealitzaven la realitat. En canvi, els pintors de l'escola de la Haia, com Jozef Israels,  Jacob Maris i els seus germans, Hendrik Willem Mesdag i Anton Mauve, aspiraven a representar el que veien de manera realista. Admiraven els artistes de l'escola francesa de Barbizon, que, com ells, treballaven el màxim possible en contacte amb la natura per captar millor la llum i l'atmosfera del paisatge.

## Obres destacades en exposició permanent

### Rembrandt van Rijn
El Rijksmuseum té la col·lecció de Rembrandt més gran del món. Des del seu autoretrat rebel com un jove de 20 anys fins a la seva La ronda de nit altament experimental. La ronda de nit és un dels més representatius de l’obra pictòrica de Rembrandt per les novetats compositives i tècniques que exhibeix. Es tracta d'un retrat d'un grup de guàrdies cívics a l'Amsterdam del segle XVII. Els membres de la guàrdia cívica defensaven la ciutat i preservaven l'ordre públic. Concretament, aquests homes són una companyia d'arcabussers sota el comandament del capità Frans Banninck Cocq i el tinent Willem van Ruytenburch. Rembrandt va pintar la ronda de nit, directament sobre el llenç, sense fer servir cap dibuix preliminar, sota un voladís del seu jardí perquè el seu taller era massa petit. Presenta una composició meticulosa, amb la il·lusió tan perfecta que els guàrdies semblen disposats a sortir directament del quadre.
- Tobies i Anna amb el nen (1626), de Rembrandt van Rijn.
- Autoretrat (1628), de Rembrandt van Rijn.
- Johannes Wtenbogaert (1633), de Rembrandt van Rijn.
- El Portaestendard (1636), de Rembrandt van Rijn.
- Paisatge amb un pont de pedra (1638), de Rembrandt van Rijn.
- La ronda de nit (1642), de Rembrandt van Rijn.[17][18]
- Titus com un monjo (1660), de Rembrandt van Rijn.
- Autoretrat com l'apòstol Pau (1661), de Rembrandt van Rijn.
- Els síndics dels drapers (1662) de Rembrandt van Rijn.
- La núvia jueva (1666), de Rembrandt van Rijn.

- Tobies i Anna amb el nen, 1626.
- Autoretrat, 1628.
- Paisatge amb un pont de pedra, 1638.
- La ronda de nit, 1642, oli sobre tela.
- Titus com un monjo, 1660.[19]
- Autoretrat com l'apòstol Pau, 1661
- Els síndics dels drapers, 1662, oli sobre tela.
- La núvia jueva, 1666, oli sobre tela.

### Johannes Vermeer de Delft
La col·lecció del Rijksmuseum conté quatre quadres de Vermeer: tres escenes domèstiques i una escena de la ciutat, el seu famós carrer El petit. El quadre més conegut de la col·lecció és La lletera. Representa una dona abocant llet en un bol. L'interès del quadre ve de la preocupació del detall i de la difusió de la llum. Vermeer va immortalitzar un autèntic racó de Delft a El Carrer Petit, que representa la casa de la seva tia. En realitat no era un carrer normal, sinó un canal que Vermeer va ometre en la seva composició.
- Vista de les cases de Delft, coneguda com "El carrer petit" (1658), de Johannes Vermeer de Delft.
- La lletera (1660), de Johannes Vermeer de Delft.
- Dona llegint una carta (1663), de Johannes Vermeer de Delft.
- La carta d'amor (1669), de Johannes Vermeer de Delft.

- El carrer petit, 1658
- La lletera, 1658-1660.
- Dona llegint una carta, 1663.
- La carta d'amor, 1669.

### Escola de la Haia
- Vaixell amb un salze (1863), de Matthijs Maris.
- Pesca de salmó rosa als rompents (1875), de Hendrik Willem Mesdag.
- Passeig matinal a la platja (1876), d'Anton Mauve.
- Pont de fusta sobre un canal a Rijswijk (1878), de Jacob Maris.
- Arribada de les Barques (1884), de Jacob Maris.
- El barquer de sorra (1887), de Jozef Israëls.